# Francesco Maggiotto

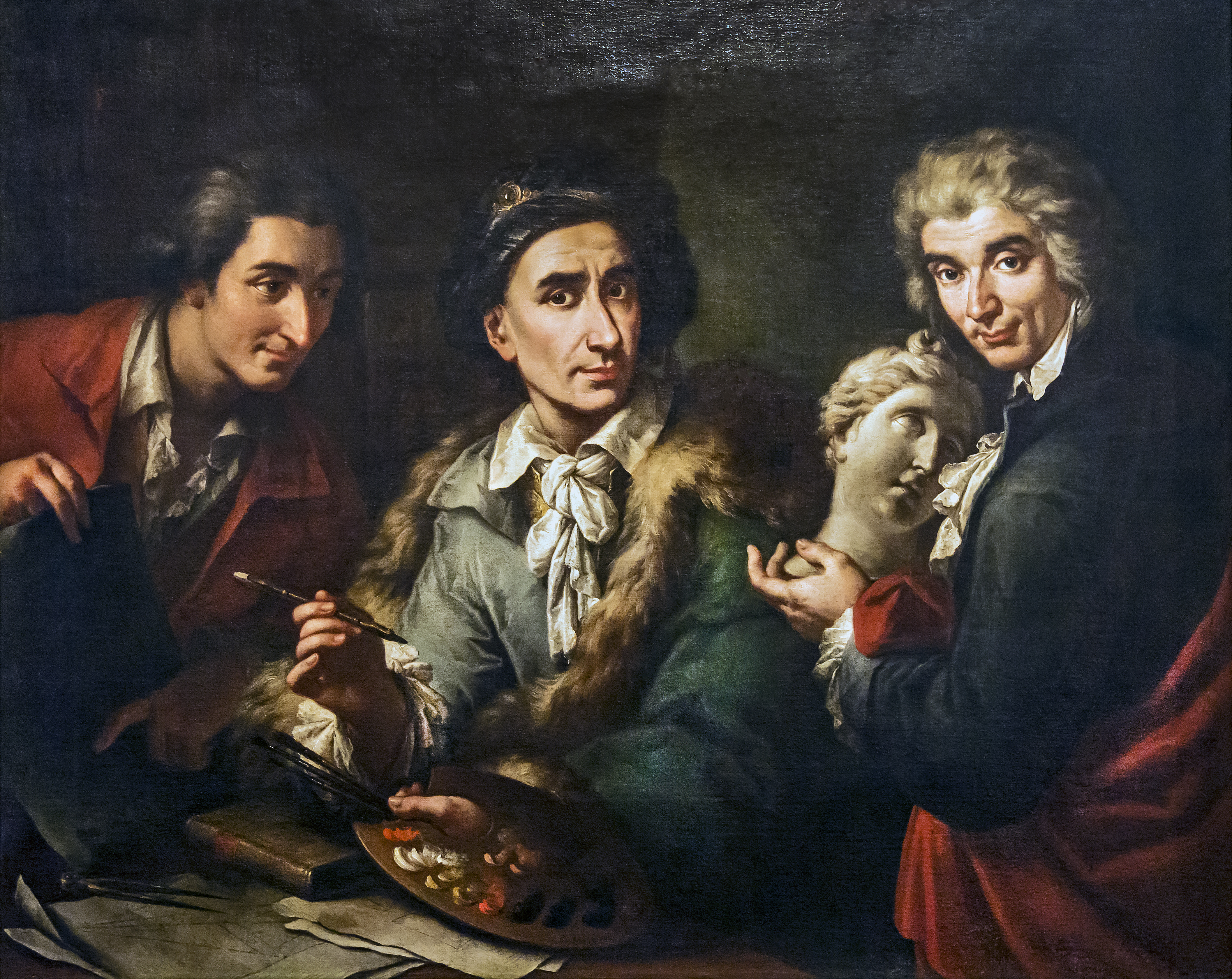
Autorretrato con sus alumnos Antonio Florian y Giuseppe Pedrini (1790).

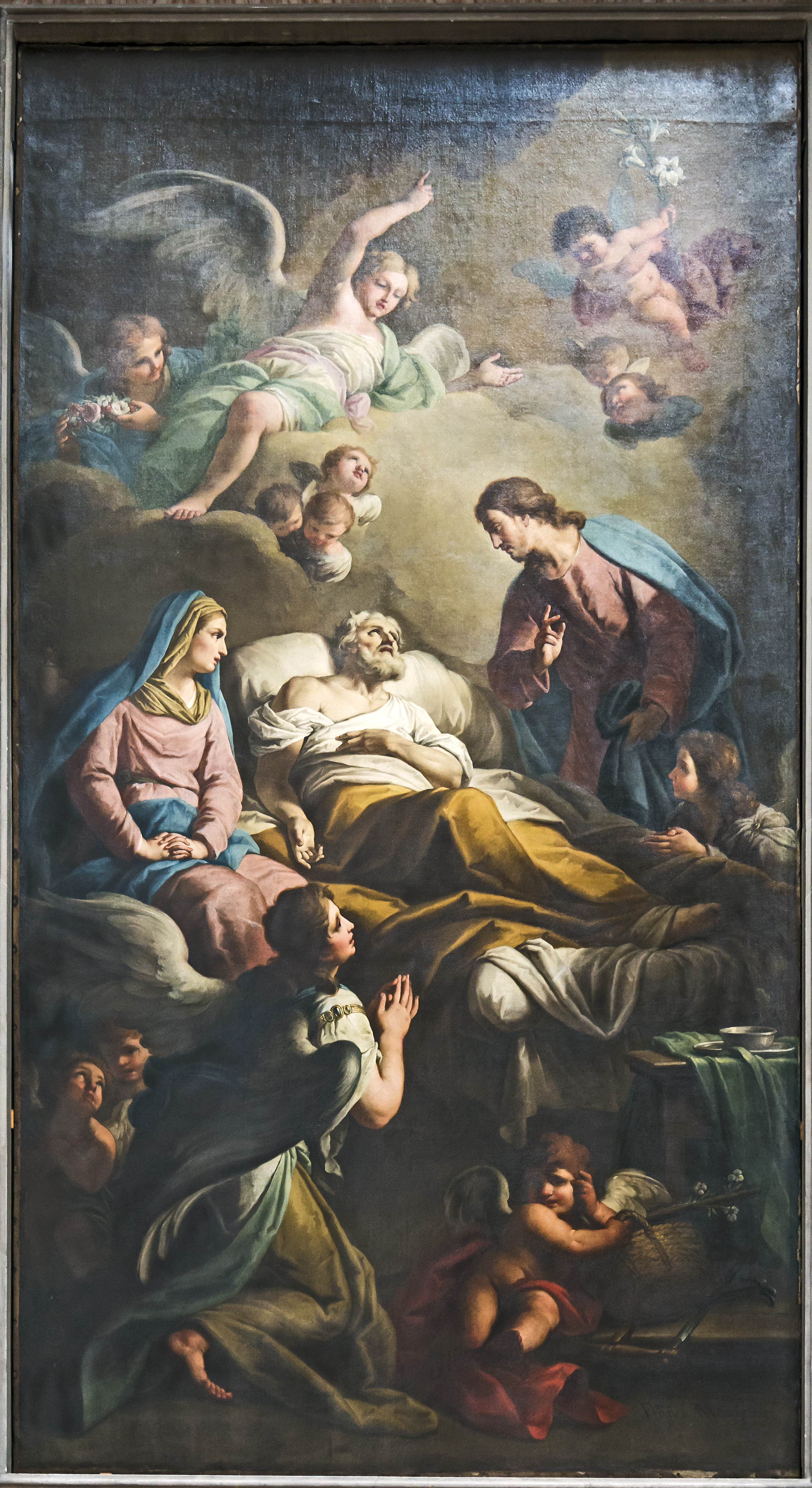
Morte di San Giuseppe (1805). Iglesia de San Geremia, Venecia.

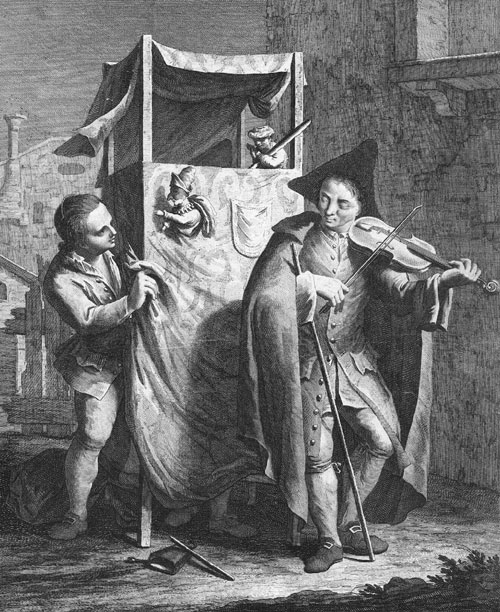
I Burattini. Grabado de Giovanni Volpato de un óleo de Francesco Maggiotto (c. 1770). Museo Gadagne, de Lyon.

Francesco Maggiotto, llamado en realidad Francesco Fedeli (Venecia, 1738-1805) fue un pintor italiano.

## Biografía
Fue hijo de Domenico Maggiotto (1713-1794) –más conocido como Maggiotto–, de ahí el seudónimo de su hijo.
Colaboró con el grabador Giovanni Volpato tras la llegada de este a Venecia para trabajar con Francesco Bartolozzi en 1762, y en 1766 colaboraron en la serie Arti per via, con diez dibujos de Maggiotto siendo grabados por Volpato.

## Alumnnos
Entre sus alumnos en la Accademia di Belle Arti di Venezia estuvieron Natale Schiavoni, Giovanni Carlo Bevilacqua o Francesco Hayez, que estuvo durante tres años bajo su tutela.